# Partido Popular de Botsuana
El Partido Popular de Botsuana (en inglés: Botswana People's Party) abreviado como BPP, es un partido político botsuano fundado en diciembre de 1960, cuando Botsuana todavía era el protectorado británico de Bechuanalandia. Se trató del primer partido de masas del país y jugó un papel destacado en el impulso nacionalista que condujo a la independencia.
Su primer liderazgo luego de la fundación correspondía a Kgalemang T. Motsete, Motsamai Mpho, y Philip Matante. Compartía similitudes organizativas e ideológicas con el Congreso Nacional Africano (ANC) en la vecina Sudáfrica, y mantenía un discurso izquierdista y radical. Fue también el principal partido de la oposición al gobierno del moderado Partido Democrático de Botsuana (BDP) tras las primeras elecciones libres del país, en las que obtuvo tres escaños. Las rápidas desavenencias entre sus tres líderes provocaron la fragmentación del partido de cara a las elecciones, formandose el Partido de la Independencia de Bechuanalandia (BIP) como una escisión del BPP. Asimismo, su discurso radical motivó al gobierno colonial británico a instigar la victoria electoral del BDP, encabezado por Seretse Khama.
Conservó una relativa importancia dentro del espacio opositor a la hegemonía del BDP desde entonces, aunque fue superado rápidamente por el socialdemócrata Frente Nacional de Botsuana (BNF). Desde el final del siglo XX ha abogado mayormente por la unidad opositora, integrando la alianza Paraguas para el Cambio Democrático en la década de 2010.

## Resultados electorales
|  | 14.18 % |

|  | 12.19 % |

|  | 6.56 % |

|  | 7.41 % |

|  | 6.57 % |

|  | 4.34 % |

|  | 4.10 % |

|  | 2.47 % |

|  | 1.91 % |

|  | 1.39 % |

|  | 2.71 % |

|  | 2.13 % |

|  | 3.79 % |